# Sandro Fontana
Alessandro Fontana detto Sandro (Marcheno, 15 agosto 1936 – Brescia, 4 dicembre 2013) è stato un politico italiano, Ministro dell'università e della ricerca scientifica e tecnologica nel governo Amato I e vicepresidente del Parlamento europeo.

## Biografia
È stato docente di Storia contemporanea all'Università degli Studi di Brescia. Consigliere regionale della DC e assessore alla Cultura della Regione Lombardia per dieci anni, a partire dal 1970.. È il padre dell'attuale simbolo della Regione Lombardia, la Rosa Camuna, fu infatti su sua proposta che fu adottato come simbolo regionale.
Tra il 1985 e il 1986 è stato vicesegretario della Democrazia Cristiana sotto Ciriaco De Mita.
Nel giugno 1987 fu eletto senatore per la DC
Fu direttore del quotidiano della Democrazia Cristiana Il Popolo dal 1989 al 1992 sul quale scrisse con lo pseudonimo "Bertoldo".
Rieletto al Senato nell'aprile 1992, si dimise nel luglio successivo, perché divenuto Ministro dell'Università, Ricerca Scientifica e Tecnologica nel governo Amato I dal 28 giugno 1992 al 28 aprile 1993. Caduto il governo, tornò alla sua cattedra di Storia Contemporanea all'Università di Brescia.
Successivamente nel 1994 è stato tra i fondatori, oltre che esponente, del Centro Cristiano Democratico (CCD). È stato eletto deputato europeo alle elezioni del 1994, chiudendo la campagna elettorale a Desenzano del Garda, per le liste di Forza Italia in quota CCD. È stato presidente della Commissione per le petizioni, vicepresidente del Parlamento europeo e del gruppo parlamentare "Forza Europa"; membro della Commissione per i diritti della donna, della Sottocommissione per la sicurezza e il disarmo, della Delegazione per le relazioni con la Repubblica Ceca, la Slovacchia e la Slovenia e della Commissione per la cultura, la gioventù, l'istruzione e i mezzi di informazione.
Nel 1998 divenne presidente del CCD. Nel 2000 fu presidente del Consiglio nazionale del CCD, fino al 2002.